# Carl Friedrich Adolph Lorentzen
Carl Friedrich Adolph Lorentzen (* 2. Januar 1801 in Hamburg; † 13. Juli 1880 in Schleswig) war ein deutscher Landschaftsmaler.

## Leben
Lorentzen war der Sohn eines Gastwirts. Er war ein Schüler von Peter Goos in Schleswig und studierte an der Königlich Dänischen Kunstakademie in Kopenhagen. Er war Mitglied des Hamburger Künstlervereins. Seine Landschaftsgemälde fangen die norddeutsche Landschaft in der Mitte des 19. Jahrhunderts ein, darunter den Ostseestrand, die Fischbeker Heide und v. a.
Er signierte unter anderem mit C F A Lorentzen, wobei das A und das L zu einer Ligatur verschmolzen.
Werke (Auswahl)
- 1831, Blick von der Fischbeker Heide in der Nähe des Falkenbergs über die Elbe auf Hamburg (Privatbesitz)
- 1846: Flache niederdeutsche Landschaft mit einem Fluss und großem Baum. Bleistiftzeichnung
- 1852: Gegend bei Reinbeck. (Lübecker Kunstverein)